# Odontanthias dorsomaculatus
Odontanthias dorsomaculatus là một loài cá biển thuộc chi Odontanthias trong họ Cá mú. Loài này được mô tả lần đầu tiên vào năm 1986.

## Từ nguyên
Từ định danh dorsomaculatus được ghép bởi hai âm tiết trong tiếng Latinh: tiền tố dorso ("ở lưng") và maculatus ("có đốm"), hàm ý đề cập đến đốm đen hình bầu dục trên màng gai thứ tư và thứ năm của vây lưng ở cá loài này, cũng như dải đen trên màng gai thứ ba.

## Phân bố
O. dorsomaculatus hiện chỉ được biết đến duy nhất tại bãi ngầm Saya de Malha (phía đông bắc Madagascar), được thu thập trong khoảng độ sâu 120–190 m.

## Mô tả
Chiều dài chuẩn (SL: standard length) lớn nhất được ghi nhận ở O. dorsomaculatus là 13,4 cm.
Số gai ở vây lưng: 10 (gai thứ ba vươn dài nhất); Số tia ở vây lưng: 14; Số gai ở vây hậu môn: 3; Số tia ở vây hậu môn: 7; Số gai ở vây bụng: 1; Số tia ở vây bụng: 5; Số tia ở vây ngực: 19; Số vảy đường bên: 44.